# Rhinocricus elongatus
Rhinocricus elongatus är en mångfotingart som beskrevs av Filippo Silvestri 1897. Rhinocricus elongatus ingår i släktet Rhinocricus och familjen Rhinocricidae. Inga underarter finns listade i Catalogue of Life.